# Brevitrichia melanderi
Brevitrichia melanderi är en tvåvingeart som beskrevs av Kelsey 1969. Brevitrichia melanderi ingår i släktet Brevitrichia och familjen fönsterflugor.
Artens utbredningsområde är New Mexico. Inga underarter finns listade i Catalogue of Life.